# 黄功
黄功（朝鮮語: 황공）は、朝鮮氏族の杭州黄氏の始祖である。中国明時代の杭州出身で祈山指揮使・中都留守司を歴任するが、明の滅亡により1645年に瀋陽にいた昭顕世子と共に朝鮮に入国し、その後帰化した。